# Dichotomius affinis
Dichotomius affinis är en skalbaggsart som beskrevs av Felsche 1910. Dichotomius affinis ingår i släktet Dichotomius och familjen bladhorningar. Inga underarter finns listade i Catalogue of Life.